# Biarticulata
Biarticulata är ett släkte av kräftdjur som beskrevs av Larsen och Michitaka Shimomura 2007. Biarticulata ingår i familjen Leptognathiidae.
Släktet innehåller bara arten Biarticulata voeringi.